# ناقل أحادي الأمين الغشائي
ناقل الغشاء البلازمي الأحادي الأمين (PMAT) هو بروتين ناقل أحادي الأمين منخفض الألفة. ويطلق عليه أيضًا الناقل النوكليوزيدي المتوازن البشري-4 (hENT4). وعلى عكس غيره من أعضاء عائلة الناقلات النيوكليوزيدية المتوازنة (ENT)، فإن الناقل النيوكليوزيدي المتوازن البشري-4 غير منفذ لمعظم النيوكليوزيدات، باستثناء الناقل العصبي المثبط والأدينوزين الريبونوكليوزيدي، والذي يكون منفذًا إليه بطريقة معتمدة على درجة الحموضة بشكل كبير.
يعتبر هذا البروتين بروتينًا كامل الغشاء؛ حيث ينقل الناقلات العصبية أحادية الأمين، مثل (السيروتونين والدوبامين والنورإبينفرين، بالإضافة إلى الأدينوزين من الفراغات المشبكية إلى الخلايا العصبية قبل المشبكية أو الخلايا الدبقية المجاورة. ويوجد ذلك البروتين بكثرة في المخ البشري ونسيج القلب والعضلة الهيكلية، بالإضافة إلى الكلى. يتميز ناقل الغشاء البلازمي الأحادي الأميني بأنه غير حساس نسبيًا للمثبطات عالية الألفة (مثل: مثبطات استرجاع السيروتونين الانتقائية (SSRIs)) الخاصة بنواقل SLC6A أحادية الأمين (السيروتونين (SERT) والدوبامين (DAT) والنورابنفرين (NET))، كما أنه ضعيف الحساسية فقط تجاه مثبط نقل الأدينوزين الديبيريدامول. ويتسم نقله لأحاديات الأمين، على عكس الأدينوزين، بأنه غير حساس لدرجة الحموضة. ففي حالات انخفاض درجة الحموضة (من 5.5 إلى 6.5 تقريبًا، كما يحدث في ظل ظروف الإقفار)، تزداد كفاءته في نقل الأدينوزين وتصبح أكبر من السيروتونين.
يحتوي ناقل الغشاء البلازمي أحادي الأمين على 530 من بقايا الأحماض الأمينية التي تحتوي على 10-12 جزءًا عبر غشائي، كما أنه غير مماثل للنواقل أحادية الأمين المعروفة الأخرى، مثل السيروتونين والدوبامين والنورابنفرين مرتفعة الألفة، أو عائلة النواقل الكاتيونية العضوية SLC22A منخفضة الألفة. وتم التعرف على هذا الناقل في البداية عن طريق البحث في مشروع قاعدة بيانات الجينوم البشري من خلال تماثلها المتسلسل للناقلات النيوكليوزيدية المتوازنة.

## المثبطات
لا يوجد حتى الآن مثبطات عالية الانتقائية لناقل الغشاء البلازمي أحادي الأمين، ولكن تم اكتشاف عدد من المركبات الحالية التي تعمل كمثبطات ضعيفة لهذا الناقل.
- الكينيدين
- الكينين
- الفيراباميل
- التريبتامين
- السيميتيدين
- الديبيريدامول

## الركائز
- إم بي بي بلاس
- الدوبامين
- النورإبينفرين
- الأبينفرين
- الأدينوزين (عند انخفاض درجة الحموضة)
- الهستامين (ضعيف)
- الأستيل كولين (ضعيف)
- الميتفورمين (ضعيف، يعتمد على درجة الحموضة)